# 中和束村
中和束村（なかわづかむら）は、京都府相楽郡にあった村。現在の和束町の中心部にあたる。

## 地理
- 山岳：湯谷山
- 河川：木津川、和束川

## 歴史

### 村名の由来
和束郷の中部にあったことによる。

### 沿革
- 1889年（明治22年）4月1日 - 町村制の施行により、釜塚村・別所村・南村・杣田村・木屋村の区域をもって発足。
- 1954年（昭和29年）12月15日 - 西和束村・東和束村と合併して和束町が発足。同日中和束村廃止。

## 行政

### 公共機関
- 木津警察署中和束村巡査駐在所 - 釜塚
- 京都地方法務局中和束出張所 - 1892年（明治25年）6月1日京都地方裁判所木津区裁判所中和束出張所として開設
- 和束郵便局

## 教育

### 小学校[1]
- 中和束村立中和束小学校 - 1873年（明治6年）5月釜塚小学校として釜塚村に創立。1887年（明治20年）7月釜塚尋常小学校、1892年（明治25年）10月中和束尋常小学校、1903年（明治36年）4月中和束尋常高等小学校、1941年（昭和16年）4月中和束国民学校、1947年（昭和22年）4月中和束小学校に改称。

#### 廃校
- 中和束村立中和束尋常高等小学校木屋分教場 - 1875年（明治8年）5月木屋小学校として創立。1886年（明治19年）4月釜塚小学校木屋分校、1887年（明治20年）7月釜塚尋常小学校木屋分校、1892年（明治25年）10月中和束尋常小学校木屋分校、1893年（明治26年）8月木屋分教場に改称。1920年（大正9年）4月閉校。
- 和束高等小学校 - 1892年（明治25年）中和束尋常小学校内に開校。1903年（明治36年）4月閉校。

### 中学校
- 組合立和束中学校 - 1947年（昭和22年）創立。